# Jean-Baptiste Nolin
Jean-Baptiste Nolin (1657-1708) est un cartographe, graveur, éditeur et marchand de cartes français.

## Biographie
Nolin suit sa formation auprès du graveur François de Poilly. Il y rencontre le cartographe italien Vincenzo Coronelli qui l'invite à graver ses propres cartes. En 1694, Nolin est nommé géographe auprès de Philippe II puis, en 1701, graveur du roi Louis XIV. Il réalise plusieurs plans du château de Versailles. Il lance ensuite une maison d'édition familiale rue Saint-Jacques à Paris.
Beaucoup de cartes de Nolin étaient basées sur des travaux antérieurs de Coronelli et du géographe amateur Jean-Nicholas de Tralage, connu sous le nom de Sieur de Tillemon, qui lui fournit la plupart de ses documents.  

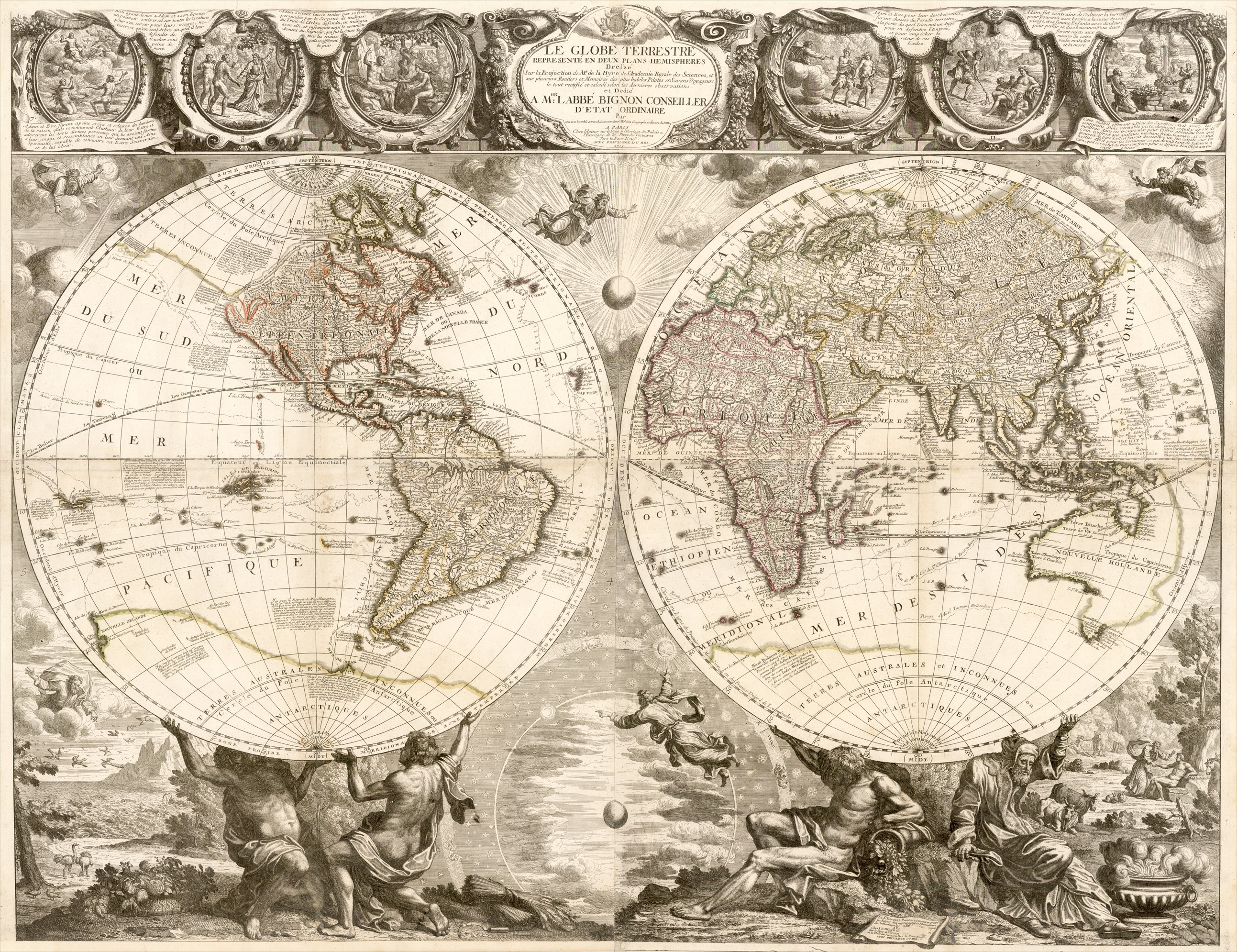
Le Globe terrestre, deuxième version de 1708.

En 1700, Nolin publie Le Globe Terreste, une carte du monde de 125 × 140 cm. Il est ensuite été accusé de plagiat par Claude Delisle, le père de Guillaume Delisle, un autre cartographe. Delisle accuse Nolin d'avoir copié à la fois la forme de la Californie (la représentant comme une péninsule plutôt qu'une île) et l'embouchure du fleuve Mississippi à partir d'un globe de Guillaume sur lequel il travaillait depuis 1697 pour le compte de Louis Boucherat, chancelier de France. Nolin et Guillaume Delisle sont forcés de présenter leurs cartes respectives devant un groupe d'experts et d'expliquer leurs sources. Nolin soutient que les informations utilisées pour sa carte étaient du domaine public, mais le panel statue finalement en faveur de Delisles et Nolin doit cesser de travailler sur sa carte. L'affaire a duré six ans. 
Le fils de Nolin, également nommé Jean-Baptiste Nolin (1686-1762), reprend l'affaire à la mort de son père.  Il envisage dans un premier temps une carrière ecclésiastique, mais y renonce entre 1711 et 1719. Cette année-là, il épouse Elisabeth Picart, fille du graveur et marchand d'estampes Pierre Picart, devenant ainsi apparenté à la famille des Vallet, graveurs du roi. En 1749, il doit déposer son bilan, mais poursuit son activité. Jean-Baptiste le Jeune a produit un atlas, publié à titre posthume en 1783, 21 ans après sa mort. 
Le musée Galilée de Florence conserve une sphère armillaire, que Nolin a gravé d'après un dessin d'Arnold Deuvez (it) pour Vincenzo Coronelli.

## Carte des Amériques

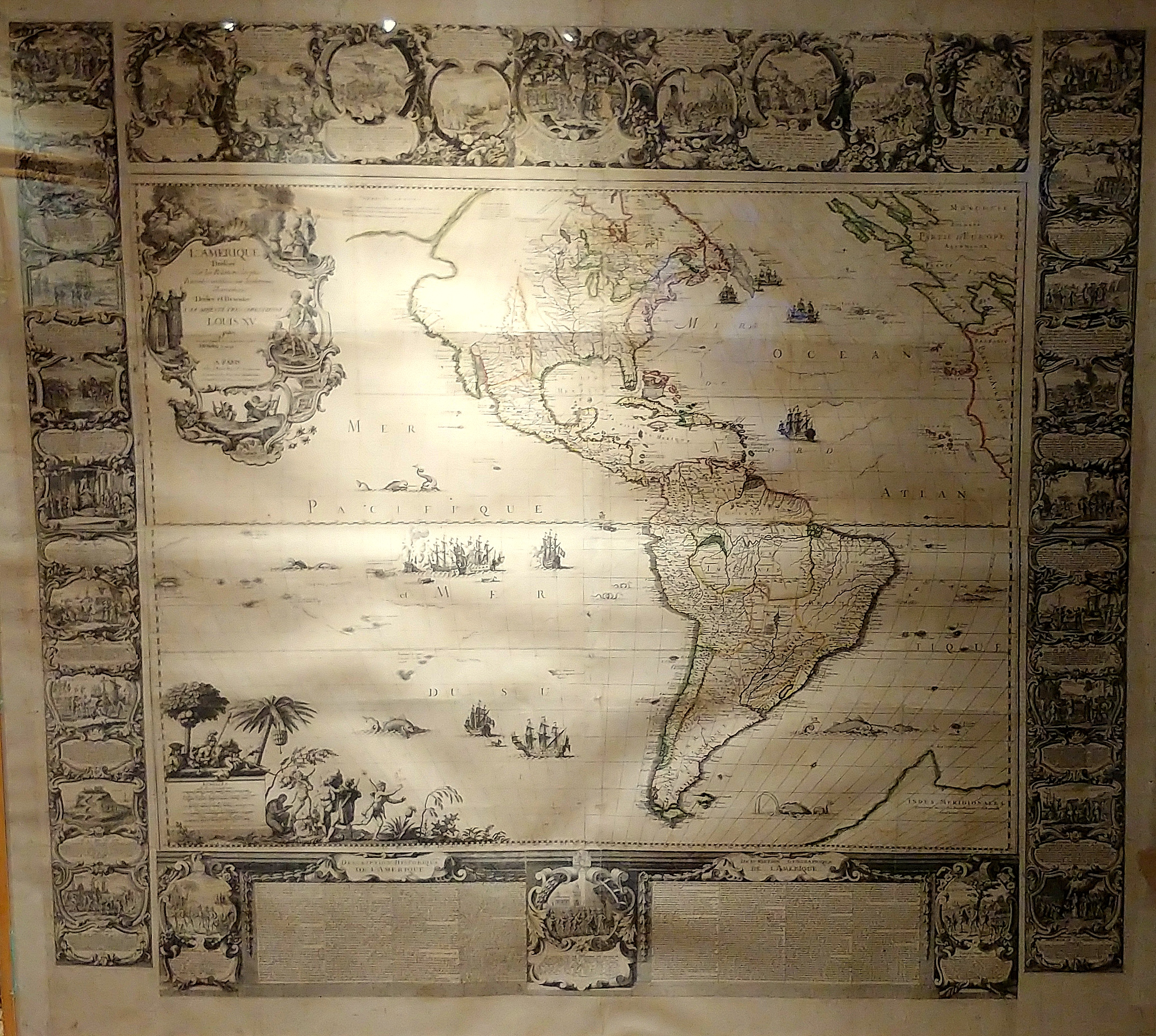
La carte des Amériques, vers 1720.

Réalisée vers 1720 pour le roi Louis XV, la carte des Amériques se distingue par les médaillons qui entourent la carte et qui relatent les divers épisodes de la découverte de l'Amérique. Sur la carte, l'ouest de l'Amérique non encore exploré est désigné comme terra incognita. 

## Galerie

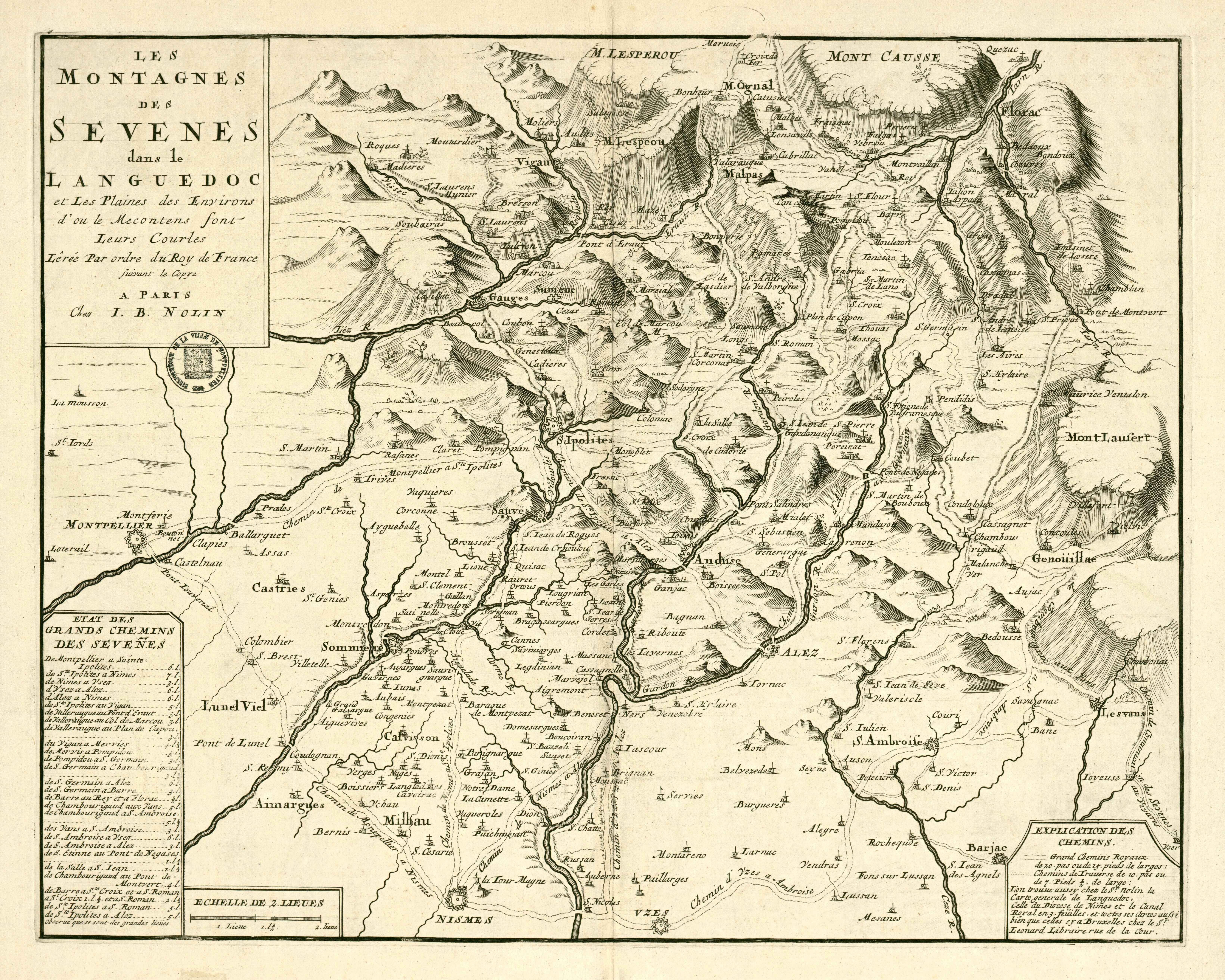
Les Montagnes des Sevenes, 1700.
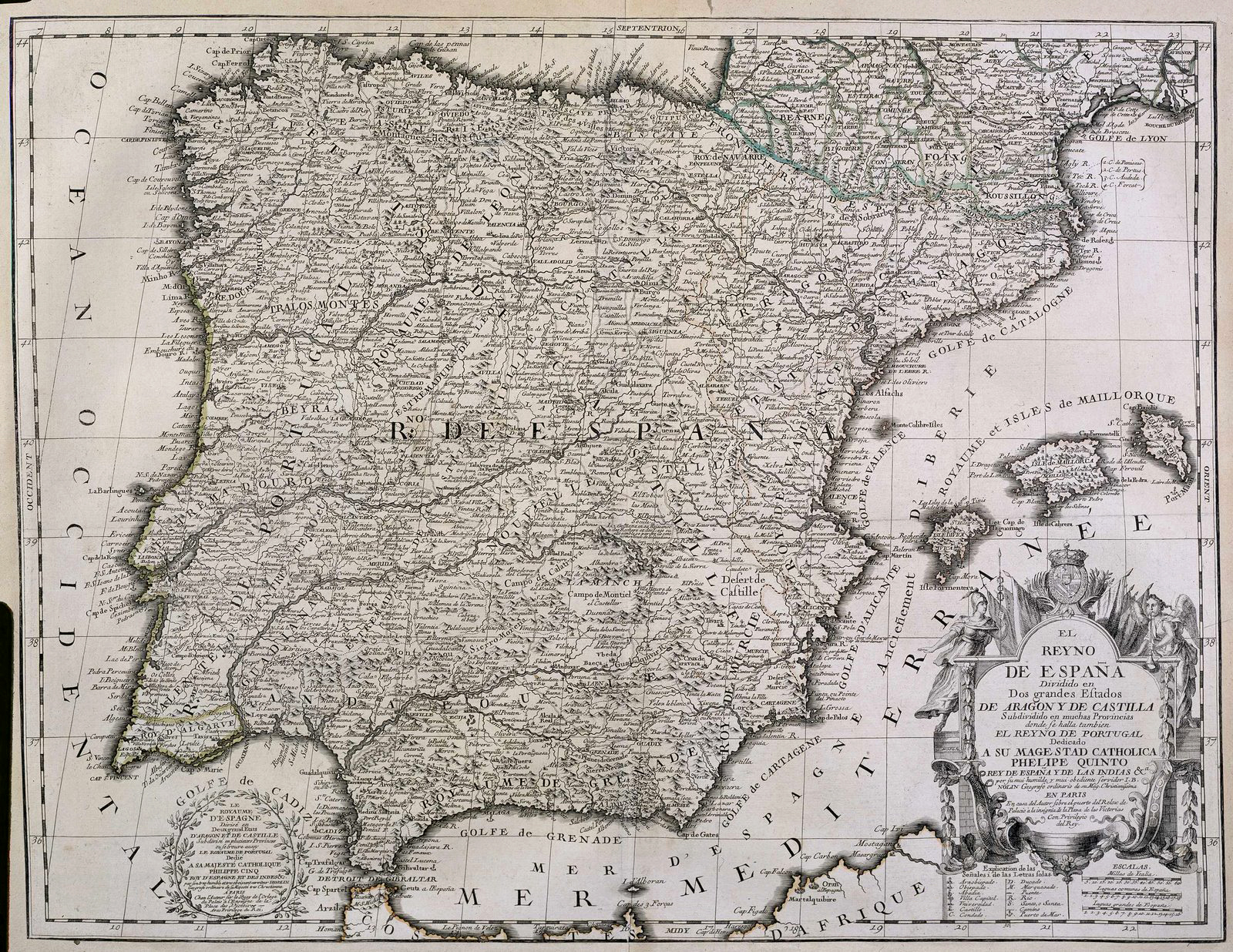
L'Espagne, 1740.